# Polo im Vereinigten Königreich

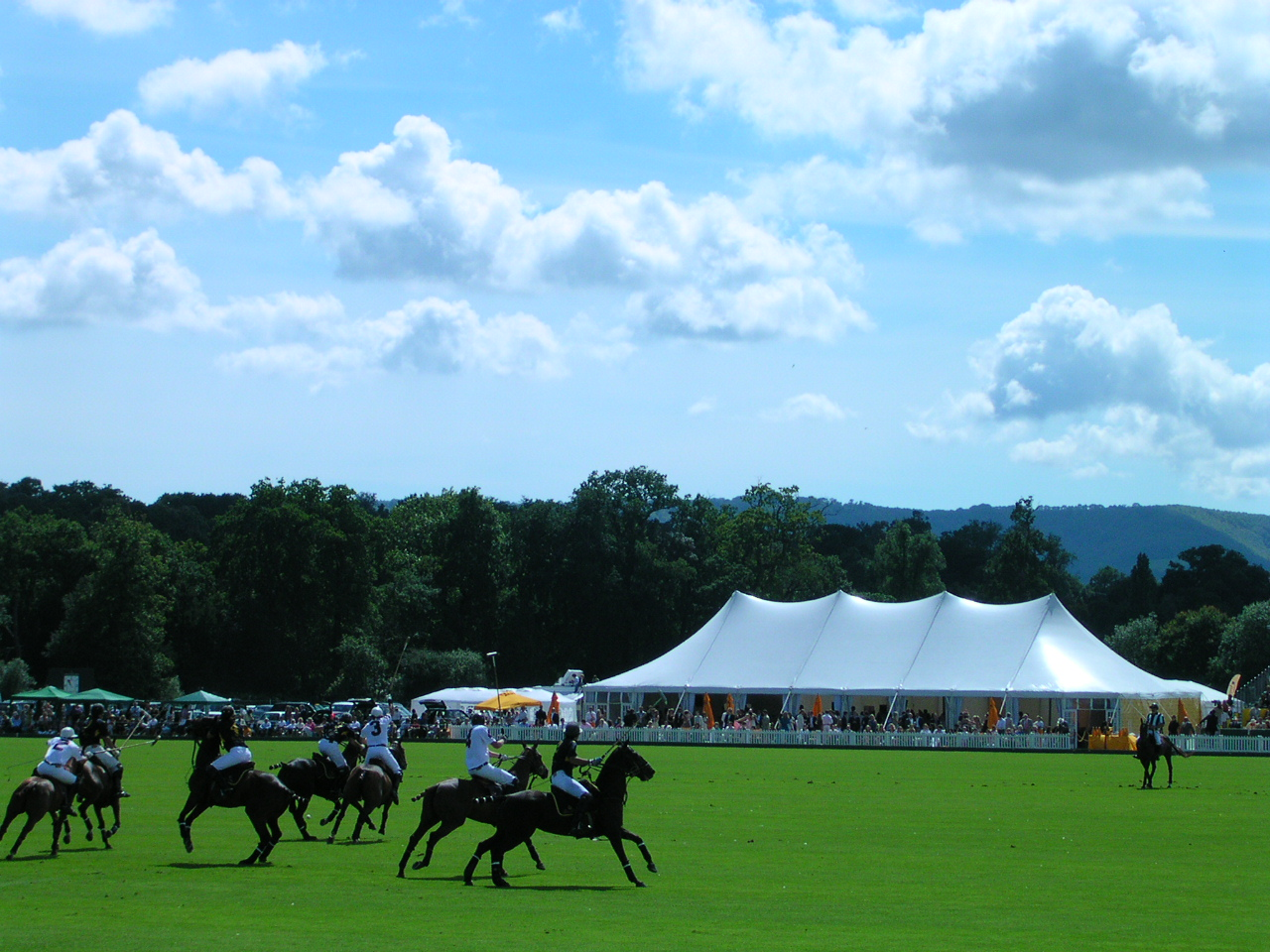
Poloturnier in Cowdray Park

Polo hat im Vereinigten Königreich eine lange Tradition und gehört neben Fußball und Cricket zu den populärsten Mannschaftssportarten. Veranstaltungen wie der „Cartier International Day“ im Juli ziehen bis zu 30.000 Zuschauer an.

## Geschichte
In den 1850er Jahren entdeckten britische Teepflanzer das Polospiel in Manipur, im Nordosten Indiens. 1862 gründeten Briten in Silchar, unweit von Manipur, den ersten Poloclub der Welt. Ebenfalls 1862 wurde der Calcutta Polo Club, der älteste noch existierende Club der Welt, gegründet. In britischen Kavallerie-Einheiten in Indien wurde der Sport rasch populär als Training für den Berufsalltag, aber auch Kaufleute und Angehörige der Polizei und der Kolonialverwaltung interessierten sich für Polo.
1868 gründeten von Indien heimkehrende britische Offiziere auf Malta den ersten Poloclub Europas. 
1869 las der Offizier Edward Hartopp im Magazin „The Field“ eine Beschreibung von „Hockey auf dem Pferderücken“ und organisierte ein Match in Hounslow. Dies dauerte 90 Minuten mit einer zehnminütigen Pause und jedes Team bestand aus acht Spielern. Regeln gab es in diesem Match nicht, da „The Field“ darüber sehr vage blieb. Kurz danach entwarf Hartopp ein erstes Regelset. Diese lauteten:
- Ein Spiel soll aus nicht mehr als 12 Spielern, sechs pro Seite, bestehen; ein einzelnes Match aus nicht mehr als zehn Spielern (fünf pro Seite).
- Die Tore sollen 300 yards (ca. 274 Meter) voneinander entfernt sein, wenn das Grundstück eine solche Größe zulässt. Die Breite wird auf 150 bis 200 yards (137 bis 183 Meter) festgelegt.
- Das Tor soll acht yards (7,3 Meter) breit sein.
- Alle Bälle und Mallets sind von einem Komitee zuzulassen.
- Beim Einwurf wird der Ball in die Mitte des Spielfeldes geworfen, woraufhin ein Spieler jedes Teams von einem vorher festgelegten Punkt auf den Ball zu galoppiert.
- Wird der Ball ins Aus geschlagen, soll er von einer unparteiischen Person eingeworfen werden.
- Keinem Spieler ist es erlaubt, das Pony eines Gegners zu schlagen. Es ist verboten, das Mallet eines Gegners zu hinterhaken. Auf keinen Fall darf ein Spieler sein Mallet über das Pony eines Gegners halten.
- Einem Spieler, der im Getümmel den Ball verloren hat und sich zwischen einer Spielergruppe und dem Ball des Gegners wieder findet, ist es verboten, den Ball zu spielen, bis sich wenigstens ein Spieler (Torhüter ausgenommen) zwischen ihm und dem feindlichen Tor befindet.
- In allen Spielen soll jedes Team einen Schiedsrichter stellen. Dieser hat im Fall einer Unregelmäßigkeit oder einer Notwendigkeit, die Regeln auslegen zu müssen, die Befugnis das Spiel auszusetzen, bis der Sachverhalt geklärt ist.[1]

Rasch folgten weitere Spiele in Hounslow und Richmond Park. 1872 folgte dann die Gründung der ersten Clubs in Monmouthshire (GB) und im County Carlow (Irland). 
1876 brachte der Offizier Thomas St. Quintin das Spiel nach Australien. Im selben Jahr führte der US-Amerikaner James Gordon Bennett Jr. Polo in den USA ein, nachdem er während eines Besuchs ein Match im Hurlingham Club gesehen hatte. 
Bis 1895 war die Höhe von Poloponys auf maximal 14 hands (142 cm) begrenzt, danach waren Ponys bis 14,2 hands zugelassen. Diese Regelung wurde nach dem Ersten Weltkrieg gestrichen, seitdem gelten keine Beschränkungen mehr bezüglich der Höhe der Pferde. 
Zu Beginn des 20. Jahrhunderts war London der Mittelpunkt des britischen Polo. Die wichtigsten Turniere fanden in Hurlingham, Ranelagh und Roehampton statt. Einmal sollen 10.000 Poloponys in den Londoner Ställen gestanden haben.
1910 wurden in Großbritannien Handicaps für Spieler eingeführt. Davor wurden Teamstärken ausgeglichen, indem gute Spieler in eine Liste aufgenommen wurden. Kein Team durfte mehr als zwei Spieler dieser Liste als Mitglied haben.
Heute ist Großbritannien die wichtigste Nation im europäischen Polosport und bringt viele bekannte Spieler hervor.

## Spieler
Geschätzt sind heutzutage gut 2.000 Spieler (Amateure und Profis) in Großbritannien aktiv.
Als Vater des britischen Polo gilt bis heute der in Irland geborene John Henry Watson (1851–1908). Er stammte aus einer Familie von Reitern und Jägern und fing 1870 an, Polo zu spielen. Während seiner Militärzeit in Indien entwarf er für die dortigen Spieler ein Regelset. Seine wichtigsten Beiträge zum Polo waren die Einführung des Rückhand-Schlages und sein Beharren auf dem Zusammenspiel als Team. 1886 war er Kapitän des Hurlingham-Teams im ersten Westchester Cup. Er spielte überwiegend auf der Position 4 und galt zu seiner Zeit als bester Spieler auf der Position.
Zwei der wichtigsten Spieler in der Geschichte des britischen Polosports waren John Beresford, der 1900 mit seinem Team olympisches Gold holte und John Wodehouse (Hcp. 10), der 1908 eine olympische Silbermedaille und 1920 Gold holte. 
Einer der herausragendsten Spieler der Nachkriegszeit war Julian Hipwood (* 1946). Er fing mit drei Jahren zu reiten an und trainierte später mit Hanut Singh, einem der besten indischen Polospieler. Hipwood erreichte Handicap neun in Großbritannien und Argentinien, war 20 Jahre lang Kapitän des englischen Teams im Coronation Cup und gewann mehrere Male den Gold Cup neben diversen anderen Turniergewinnen. Zweimal spielte er im Finale der Argentine Open in Buenos Aires. Nach seiner Zeit als Spieler war er als Coach tätig. 
Zu den besten Spielern heute gehören die Brüder Mark und Luke Tomlinson. Mark hat ein Handicap von sechs sowohl in England als auch in Argentinien, Luke ist zuhause mit einer sieben und in Argentinien mit einer acht bewertet, beide gehören damit auch international zur Spitze. Weitere bekannte Spieler sind James Beim (Hcp. 7), Malcom Borwick (6), der ehemalige Kapitän der Nationalmannschaft Henry Brett (6), James Harper (6) und Tom Morley (5). Der Spieler mit dem höchsten Handicap (Stand 2009) ist jedoch der aus einer argentinischen Familie stammende, aber in London geborene und ausschließlich mit einem britischen Pass versehene Eduardo Novillo Astrada (Hcp. 9).
Polo ist auch im englischen Königshaus populär: Seit der Einführung von Polo in Großbritannien haben viele männliche Mitglieder der Königsfamilie den Sport ausgeübt, darunter auch König George V. und König George VI. Lord Louis Mountbatten, Großonkel von Prinz Charles, schrieb 1931 unter dem Pseudonym „Marco“ das lange als Standard geltende Lehrbuch „An Introduction to Polo“ und drei Jahre später „An Introduction to Umpiring“ (Eine Einführung für Schiedsrichter). Außerdem hielt er ein Patent für einen Schlägerkopf. Prinz Philip war Mitgründer und Präsident des Guards Polo Club seit der Gründung 1955. Prinz Charles spielte über 40 Jahre lang, auch in High-Goal-Turnieren, und erreichte als Amateur immerhin ein Handicap von vier. Seine Söhne, Prinz William und Prinz Harry, spielen ebenfalls regelmäßig. Auch Queen Elizabeth II. ist in den Polosport involviert. Sie züchtet selber Poloponys und nimmt regelmäßig die Siegerehrung beim Queen’s Cup und beim Coronation Cup vor.
Der britische Premierminister Winston Churchill war ein begeisterter Amateur-Polospieler, der während seiner Zeit in Indien als bester Spieler seines Regiments galt. In einem Brief an seine Mutter schrieb er: „Das beste Spiel der Welt. Könnte mir vorstellen, jeden anderen Ehrgeiz fahren zu lassen, nur um es oft und gut zu spielen.“
Bekannte Spielerinnen sind Claire Tomlinson, die Mutter von Mark und Luke, die als einzige Frau bisher ein Handicap von fünf erreichte, die Prinzen William und Harry unterrichtete und für die letzte Polo-Weltmeisterschaft Trainerin der britischen Mannschaft war, ihre Tochter Emma Tomlinson, Tamara Vestey und ihre Schwester Nina Clarkin. Clarkin hält ein Handicap von drei in Großbritannien und vier in Neuseeland und gilt aktuell als beste Spielerin der Welt. 2003 gewann sie den Gold Cup. Eine prominente Polospielerin in England ist die Schauspielerin Stefanie Powers, die seit ihrem 18. Lebensjahr spielt. 
Für den Nachwuchs an Spielern wird mit dem Angebot von Polo im Sportprogramm vieler Privatschulen und auch einiger Hochschulen gesorgt, u. a. an den Universitäten von Cambridge, Edinburgh, Oxford und St. Andrews. Auch die weit verbreiteten Pony-Clubs (Reitschulen) bieten meistens Polotraining an.

## Teams
In Großbritannien wird auf den offiziellen Turnieren sog. Patron-Polo gespielt, das heißt, ein Team besteht aus einem wohlhabenden Polo-Amateur (dem Patron), der die professionellen Spieler bezahlt, und drei Profis. Im High-Goal-Polo sind zwei davon in der Regel argentinische „Polistas“ mit einem hohen Handicap (7 bis 10), die durch einen britischen Spieler mit einem niedrigeren Handicap ergänzt werden. 
Will der Patron Turniere verschiedener Klassen spielen, wird er aufgrund der unterschiedlichen Handicap-Vorgaben sein Team jeweils anpassen. Eine erfolgreiche Saison führt regelmäßig auch zu Handicap-Erhöhungen einzelner Spieler, weshalb oft im Folgejahr das Team neu zusammengestellt werden muss, um das zulässige Mannschaftshandicap nicht zu überschreiten.
Aus diesen Gründen haben sich im britischen Polosport keine „legendären“ Teams wie in Argentinien bilden können, die über längere Zeit in gleicher Besetzung den Sport dominieren. Dennoch gibt es auch in Großbritannien erfolgreichere Teams. Eines dieser Teams der jüngeren Vergangenheit ist „Dubai“ von Ali Albwardy, Besitzer des Desert Palm Polo Club in Dubai, mit dem Argentinier Adolfo Cambiaso als Kapitän. Dubai hat bislang dreimal den Queen’s Cup und zweimal den Gold Cup gewonnen hat. Ellerston, das 1991 von dem australischen Geschäftsmann Kerry Packer und dem argentinischen Spieler Gonzalo Pieres sen. gegründet wurde, hat seitdem sechsmal den Queen’s Cup gewonnen, zuletzt 2008. Ein anderes erfolgreiches Team ist „Loro Piana“, das von Alfio Marchini, einem der aktuell besten Polo-Amateure finanziert wird und 2008 den Gold Cup gewann.
Ein weiterer Unterschied zu Polo in Argentinien ist die Unabhängigkeit der Polo-Teams von den Clubs. Die britischen Polo-Clubs sind lediglich die Veranstalter der Turniere und stellen selber keine Mannschaften. 
Die englische Polo-Nationalmannschaft ist die erfolgreichste in Europa. Bei der Poloweltmeisterschaft, die seit 1987 achtmal ausgetragen wurde, ist England das einzige europäische Land, das bisher eine Platzierung erreichte. Das englische Team wurde je zweimal Zweit- und Drittplatzierter. Bei der Poloeuropameisterschaft hat England insgesamt fünf von sieben Meisterschaften gewonnen, zuletzt 2008 in Deutschland. 
1900, 1908, 1920, 1924 und 1936 war Polo olympische Disziplin. Insgesamt holte Großbritannien drei Gold-, vier Silber- und zwei Bronze-Medaillen und liegt damit vor Argentinien und den Vereinigten Staaten. Allerdings waren die beteiligten Teams keine Nationalmannschaften im heutigen Sinn, sondern konnten auch aus Teilnehmern verschiedener Länder bestehen, so z. B. 1900, als das Siegerteam sich aus britischen und US-amerikanischen Spielern zusammensetzte. 1908 gingen alle drei Medaillen an britische Teams. Erst ab 1920 traten im olympischen Polo Nationalteams nach heutigem Verständnis an.

## Turniere
Der Polosport kennt keine Ligen wie z. B. Fußball oder Handball. Die Turniere werden in allen Ländern zum einen unterschieden nach Low-, Medium- oder High-Goal-Klasse: In Großbritannien haben Low-Goal-Turniere eine Begrenzung des Mannschafts-Handicaps von 10 (Summe der Handicaps der Spieler eines Teams) und werden über 4 Chukka (= Spielabschnitt von 7,5 Minuten) gespielt, Medium-Goal-Turniere gehen von 12 bis 15 und dauern 4 oder 5 Chukka, High-Goal-Turniere reichen von 17 bis 22 und sind 5 oder 6 Chukka lang. Es gibt außer den Handicaps keine weiteren Voraussetzungen oder Qualifikationen, um z. B. in einem High-Goal-Turnier anzutreten. 
Zum anderen sind die Turniere auch in unterschiedliche Kategorien eingeordnet, z. B. „Grand Slam“, „World Polo Tour Cup (WPT Cup)“ oder „Challenge Cup“. Aus den verschieden hohen Punktzahlen, die dabei von den Spielern für Teilnahme, Halbfinal- oder Finalteilnahme bzw. Sieg erreicht werden können, errechnet sich im Jahresverlauf das persönliche Ranking der Spieler. Es gibt keine offizielle Rangliste für Mannschaften. 
Die Outdoor-Polosaison in Großbritannien dauert von April bis September. Höhepunkte der Saison sind die High-Goal-Turniere „Queen’s Cup“, „Gold Cup“ und „Coronation Cup“. 

### Queens Cup
Der Queen’s Cup wird im Guards Polo Club mit einem Mannschafts-Handicap von bis zu 22 ausgespielt. Jährlich nehmen daran bis zu 20 Teams teil. 

### Gold Cup
Der Gold Cup wird offiziell als „British Open Polo Championship“ bezeichnet. Er wird im Cowdray Park Polo Club veranstaltet und wird mit einem Mannschafts-Handicap von bis zu 22 ausgespielt. Jährlich nehmen daran bis zu 20 Teams teil. 

### Coronation Cup
Der Coronation Cup existiert seit 1911 und ist ein Zwei-Nationen-Turnier, bei dem England jeweils gegen ein anderes Land spielt. Es findet zusammen mit der „Golden Jubilee Trophy“ am „Cartier International Day“ statt. 2008 wurde gegen Australien gespielt, wobei das englische Team gewann. 2009 hieß der Gegner Argentinien. England verlor 5:12.

### Westchester Cup
Der Westchester Cup ist ein traditionsreiches Turnier zwischen Großbritannien und der USA, das seit 1886 in unregelmäßigen Abständen ausgetragen wird, zuletzt im Februar 2009 erstmals seit 12 Jahren wieder. Es endete mit dem sechsten Sieg für das britische Team, bestehend aus Luke Tomlinson, Mark Tomlinson, Henry Beim und Eduardo Novillo Astrada. Der Westchester Cup wird meistens abwechselnd in Großbritannien und den USA ausgetragen. 

### Weitere Turniere
Weitere wichtige Turniere sind der „Queen's Mother Centenary Cup“, die „Prince Of Wales Trophy“, der „Royal Windsor Cup“, der „Warwickshire Cup“ und der „Duke of Wellington Cup“. Daneben sind in den letzten Jahren auch Turniere im Arena-Polo und Beach-Polo etabliert worden. 
Im Juni 2009 fand wieder ein Poloturnier im Hurlingham Park in London, bis zum Zweiten Weltkrieg Standort des „Hurlingham Polo Club“ und der Hurlingham Polo Association, statt. Das Turnier mit dem Namen „Polo in the Park“ hat für Schlagzeilen gesorgt, weil dafür besondere Regeln gelten und auch das Spielfeld kleiner ist als üblich. Durch die Neuerungen soll der Sport für die Zuschauer attraktiver gemacht und eine höhere mediale Verwertbarkeit geschaffen werden. Auf der „Horse Guards Parade“ vor dem Buckingham-Palast fand ebenfalls im Juni 2009 zum ersten Mal ein Poloturnier, die „Westminster Polo Trophy“ statt. Teilnehmer waren vier Teams aus England, Südafrika, Dubai und dem Commonwealth.

## Clubs und Verbände
Dachverband der britischen Poloclubs ist die Hurlingham Polo Association (HPA). Die Profi-Spieler sind in der British Association of Professional Polo Players zusammengeschlossen. Für den Nachwuchs ist die Schools and Universities Polo Association zuständig.
Es gibt 55 Outdoor-Clubs in Großbritannien (Stand Anfang 2009), die meisten davon im Großraum London. Die wichtigsten Poloclubs sind der Guards Polo Club im Windsor Great Park, der Cowdray Park Polo Club bei Midhurst, der Beaufort Polo Club, der Cirencester Club und der Coworth Park Polo Club. Auch Universitäten unterhalten Polo Clubs für ihre Studenten wie z. B. der Oxford University Polo Club.